# Pierre Caque
Pierre Caque (Bétheniville, 27 agosto 1909 – 1949) è stato un cestista francese.

## Carriera
Giocatore del CAUFA Reims, ha disputato 2 partite con la Francia: una in amichevole contro il Belgio e una alle Olimpiadi 1936 contro la Cina.